# Маляно ин Тоскана
Маля̀но ин Тоска̀на (на италиански: Magliano in Toscana) е малко градче и община в централна Италия, провинция Гросето, регион Тоскана. Разположено е на 128 m надморска височина. Населението на общината е 3753 души (към 2012 г.).